# Poznikovo
Poznikovo – wieś w Słowenii, w gminie Velike Lašče. W 2018 roku liczyła 23 mieszkańców.